# Talpe alla DDA
Il processo chiamato "Talpe alla Dda" è un processo che ha coinvolto il politico Salvatore Cuffaro, condannato a 7 anni di reclusione, il prestanome di Bernardo Provenzano e imprenditore Michele Aiello, il maresciallo (Guardia di Finanza) Giuseppe Ciuro e il maresciallo (Carabinieri) Giorgio Riolo, condannato a sette anni e cinque mesi, il politico Antonio Borzacchelli, in attesa del pronunciamento della Cassazione, e Giuseppe Guttadauro, che ha ricevuto uno sconto di 800 giorni di pena per buona condotta. 
L'ex maresciallo della Guardia di Finanza Giuseppe Ciuro è stato condannato a quattro anni e 8 mesi per favoreggiamento aggravato e rivelazione di atti d'ufficio, e a risarcire la Guardia di Finanza con 35.000 euro per danno all'immagine. 
I due marescialli Giuseppe Ciuro e Giorgio Riolo avrebbero passato informazioni sulle indagini in corso a Michele Aiello. 
L'accusa sosteneva anche che Salvatore Cuffaro avrebbe permesso al boss di Brancaccio Giuseppe Guttadauro di scoprire una microspia nel salotto della propria abitazione e che avrebbe rivelato altre informazioni utili a Michele Aiello.